# The Lonedale Operator
The Lonedale Operator è un cortometraggio muto del 1911 diretto da D.W. Griffith. Il film è importante nella filmografia di Griffith per l'uso del primo piano che, all'epoca, era usato pochissimo.

## Trama
Una ragazza viene accompagnata dal fidanzato presso l'ufficio postale ferroviario della cittadina mineraria di Lonedale. Dopo aver preso commiato dal giovanotto, vigile del fuoco, la ragazza entra nell'ufficio e sostituisce il padre, telegrafista, che si sente poco bene. Poi, tramite il telegrafo, viene informata dell'imminente arrivo delle paghe dei minatori con il prossimo treno. Quando il treno recante il denaro si ferma alla sua stazione, la ragazza si avvicina al vagone da cui un ferroviere le consegna la borsa con il denaro. Proprio mentre il trasferimento dei soldi sta avvenendo, due vagabondi, che viaggiavano sotto il vagone, notano l'operazione e, una volta che il treno è ripartito, cercano di entrare nell'ufficio per appropriarsi del denaro. La ragazza, però, li scorge dalla finestra ed è rapida a chiudersi dentro e poi ha la buona idea di telegrafare per chiedere aiuto. Il suo messaggio viene raccolto e in tutta fretta viene fatta partire una locomotiva con due uomini, uno dei quali è proprio il fidanzato della ragazza. Così, mentre i due rapinatori sfondano prima la porta dell'ufficio postale e poi quella della stanza dove la ragazza si è rifugiata, i due soccorritori spingono il treno a tutto vapore. Una volta entrati nella stanza, i due delinquenti, però, vengono tenuti a bada dalla coraggiosa ragazza che utilizza una chiave inglese facendo loro credere che sia una pistola. Lo stratagemma regge fino a quando i due soccorritori arrivano, armati di una vera pistola, e portano via i due mancati rapinatori non prima che, però, i due s'inchinino e si tolgano il cappello davanti all'intraprendente e furba ragazza che riceve anche un abbraccio dal suo fidanzato.

## Produzione

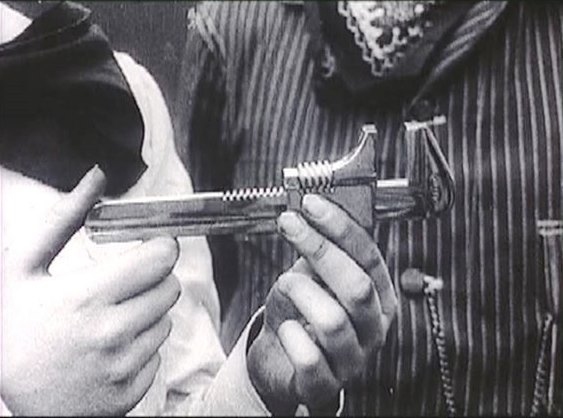
Un esempio di Close-up (primo piano)

Il film, prodotto dalla Biograph Company, fu girato in California a Inglewood dal 14 gennaio 1911 al 2 febbraio 1911. La locomotiva usata nel film era una AT&SF No. 9 costruita da Baldwin nel 1878.

## Distribuzione
Distribuito dalla General Film Company, il film - un cortometraggio in una bobina - uscì il 23 marzo 1911. Copie del film sono conservate negli archivi del Museum of Modern Art. Distribuito in DVD tra i film di un cofanetto dal titolo Treasures from American Film Archives (1893-1960) di 642 minuti totali, distribuito dalla National Film Preservation Foundation (2000-2005).

### Date di uscita
- USA: 23 marzo 1911
- USA: 19 novembre 1915 (riedizione)
- USA: 2000 (DVD)

Alias
- A lonedale-i távírászlány	Ungheria
- Salvada por el teléfono  	Spagna